# Natàlia Figueras i Pagès
Natàlia Figueras i Pagès   (Girona, 7 de febrer de 1989) és una política catalana, diputada al Parlament de Catalunya en la XI Legislatura.

## Biografia
És llicenciada en dret per la Universitat de Girona. Militant de Convergència Democràtica de Catalunya (CDC), n'és presidenta comarcal de la Selva interior. El 2009 entrà en el consistori de l'Ajuntament de Maçanet de la Selva, i després de les eleccions del 2011 va ser regidora d'Esports, Festes i Joventut. A les eleccions del 2015 fou escollida segona tinenta d'alcalde i regidora de l'àrea de Joventut, Esports i Ensenyament. També va ser consellera de l'àrea d'Ensenyament del Consell Comarcal de la Selva (2011-2015). El 2015 va continuar al Consell Comarcal com a Consellera comarcal responsable de la coordinació i la comunicació del Consell Comarcal de la Selva.
En les eleccions al Parlament de Catalunya de 2012 va figurar en la 14a posició en la llista de CiU. Ha estat escollida diputada per Girona dins la llista de Junts pel Sí a les eleccions al Parlament de Catalunya de 2015.